# Yanhuang Dapo
Yanhuang Dapo (chinesisch 炎黄打破) ist ein großer, vereister und bis zu 1000 m hoher Steilhang im ostantarktischen Prinzessin-Elisabeth-Land. Er liegt zwischen dem Chaoyang Gou und dem Bailong Gou.
Chinesische Wissenschaftler benannten ihn 1993.